# Гедел
Гедел (нід. Hedel, нід. вимова: [ˈɦeːdəl]) — село в нідерландській провінції Гелдерланд. Входить до муніципалітету Масдріл.
Його площа — 13,15 км², а населення станом на 2021 рік становило 5095 осіб.
До 1999 року мало статус окремого муніципалітету.

## Галерея

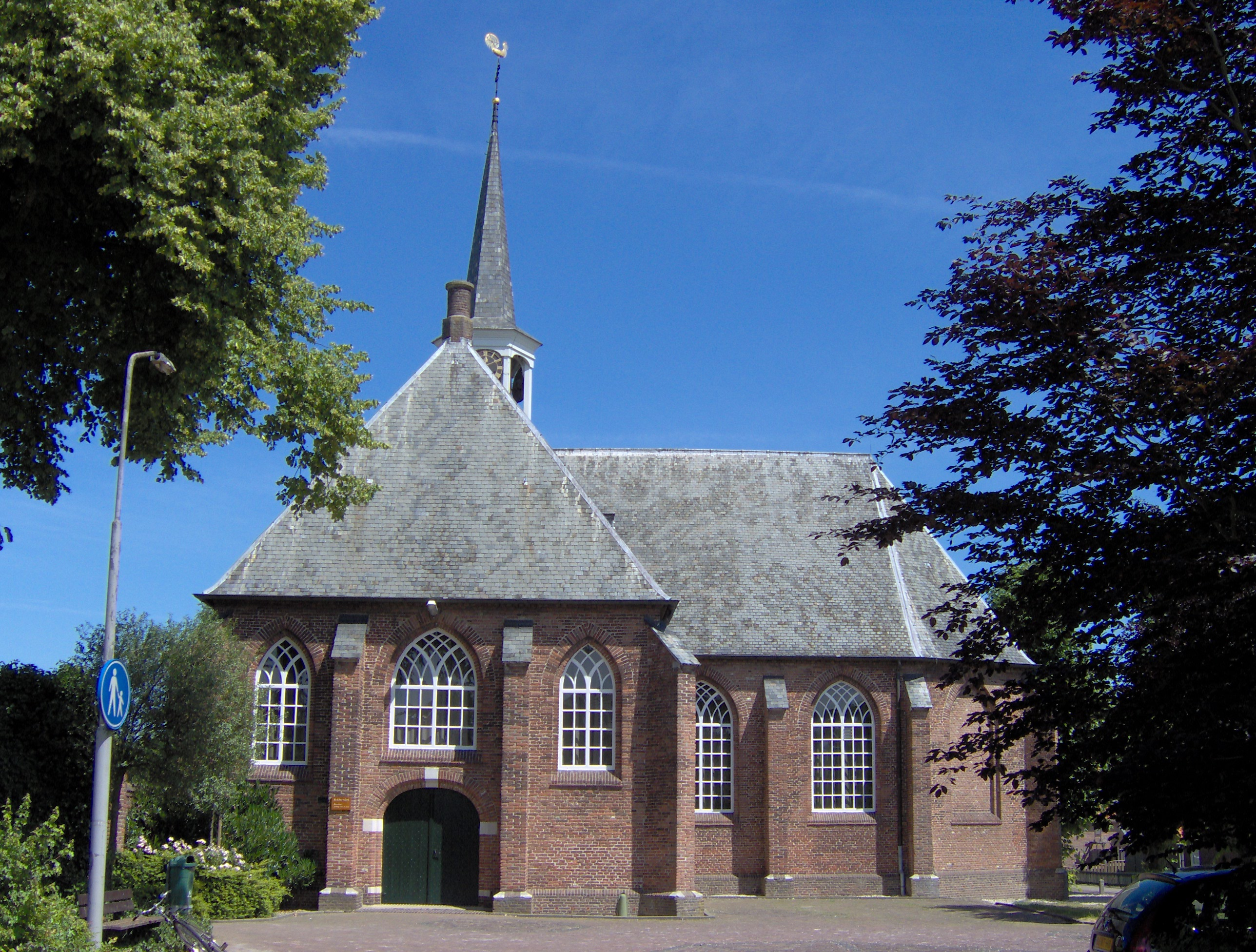
Реформістська церква
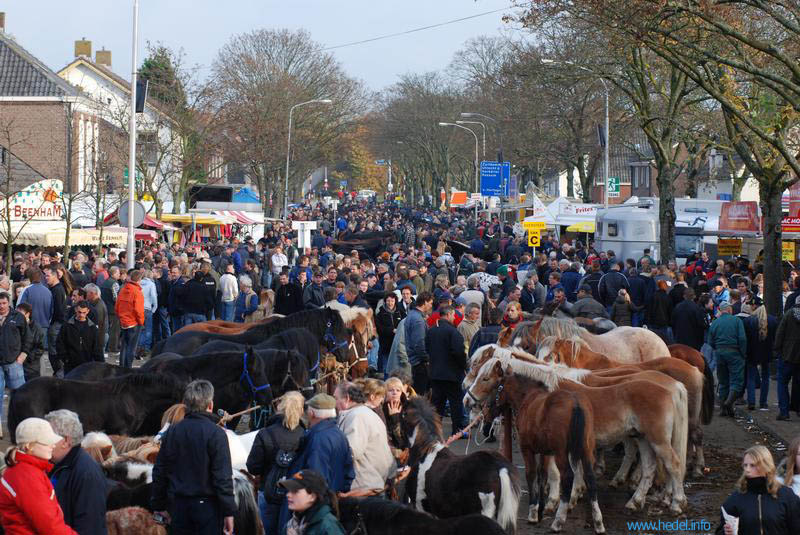
Кінський ринок
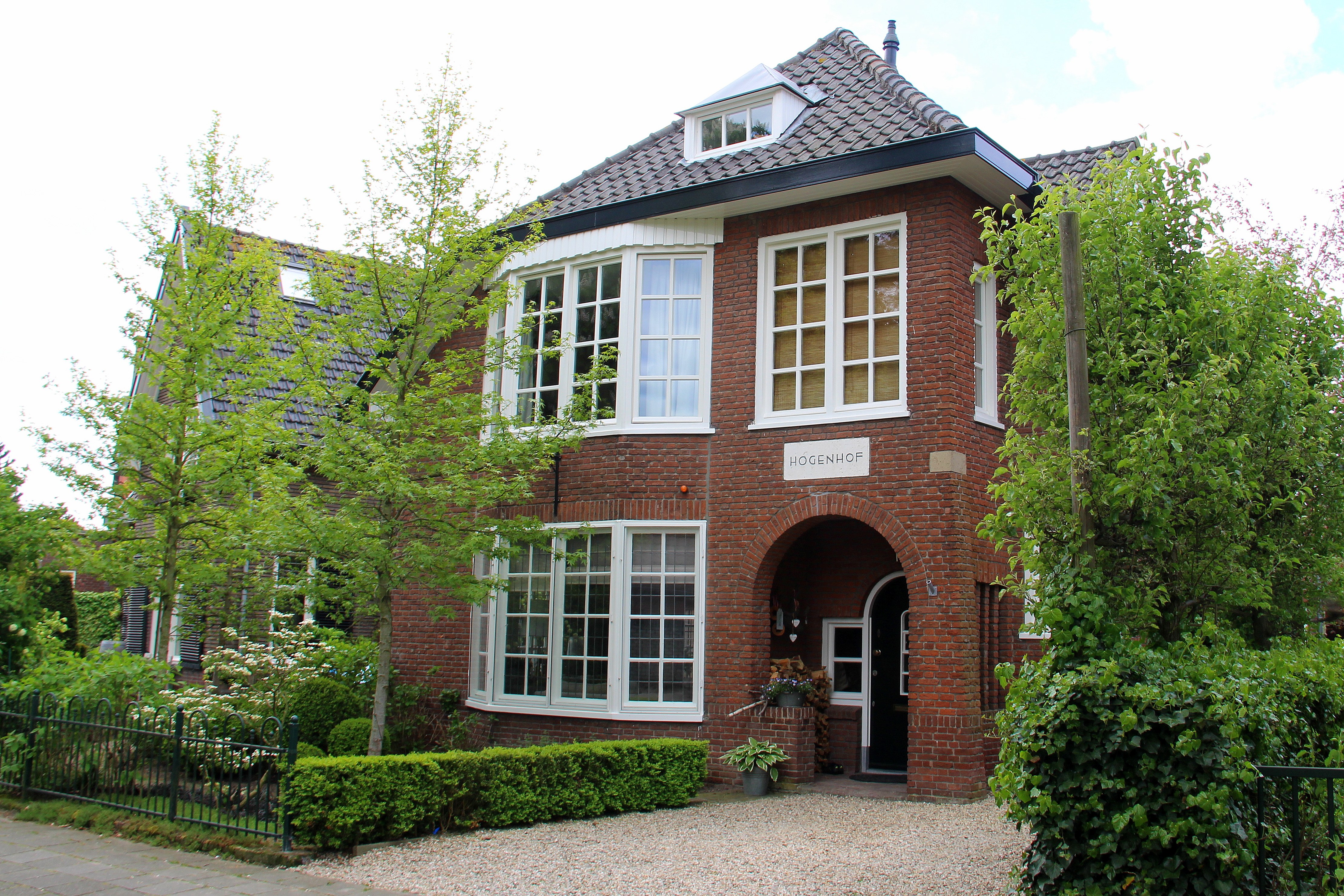
Вілла в Геделі
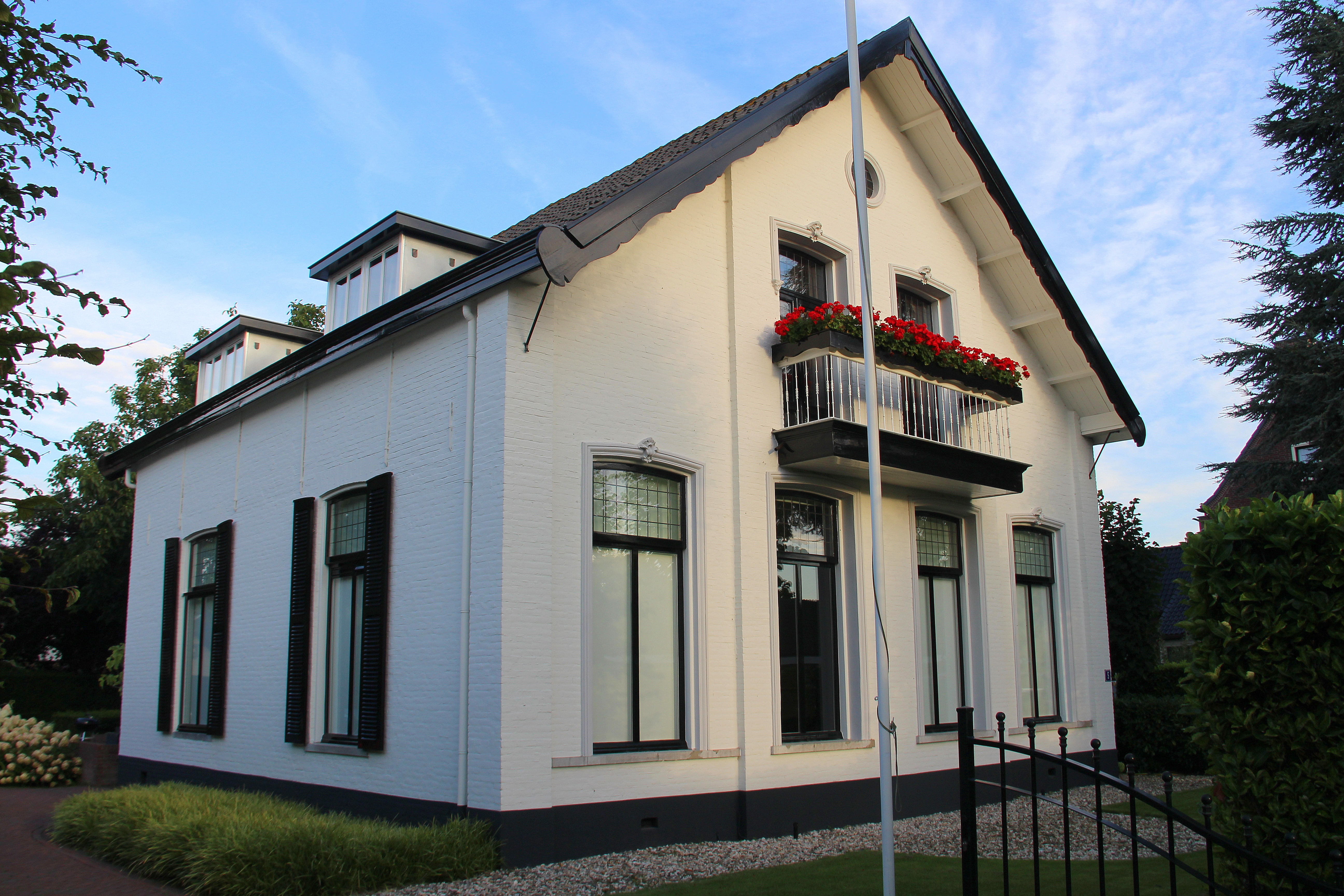
Будинок у Геделі